# Protocollyris ngaungakshani
Protocollyris ngaungakshani – gatunek chrząszcza z rodziny biegaczowatych i podrodziny trzyszczowatych.

## Taksonomia
Gatunek ten opisany został w 2012 roku przez Jürgena Wiesnera.

## Opis
Drobny i smukły trzyszczowaty. Głowa i przedplecze niebieskawoczarne. Labrum jednobarwne. Pokrywy zielonkawoczarne, gęsto  i głęboko punktowane; punkty płytsze tylko u ich wierzchołka. Edeagus grubszy niż u P. grossepunctata i mniej łukowaty niż u P. sauteri.
Imagines licznie występują od maja do czerwca na liściach niskich krzewów. Są bardzo płochliwe.

## Rozprzestrzenienie
Chrząszcz ten jest endemitem chińskiego Hongkongu, znanym wyłącznie z Ngau Ngak Shan.